# Іміджборд

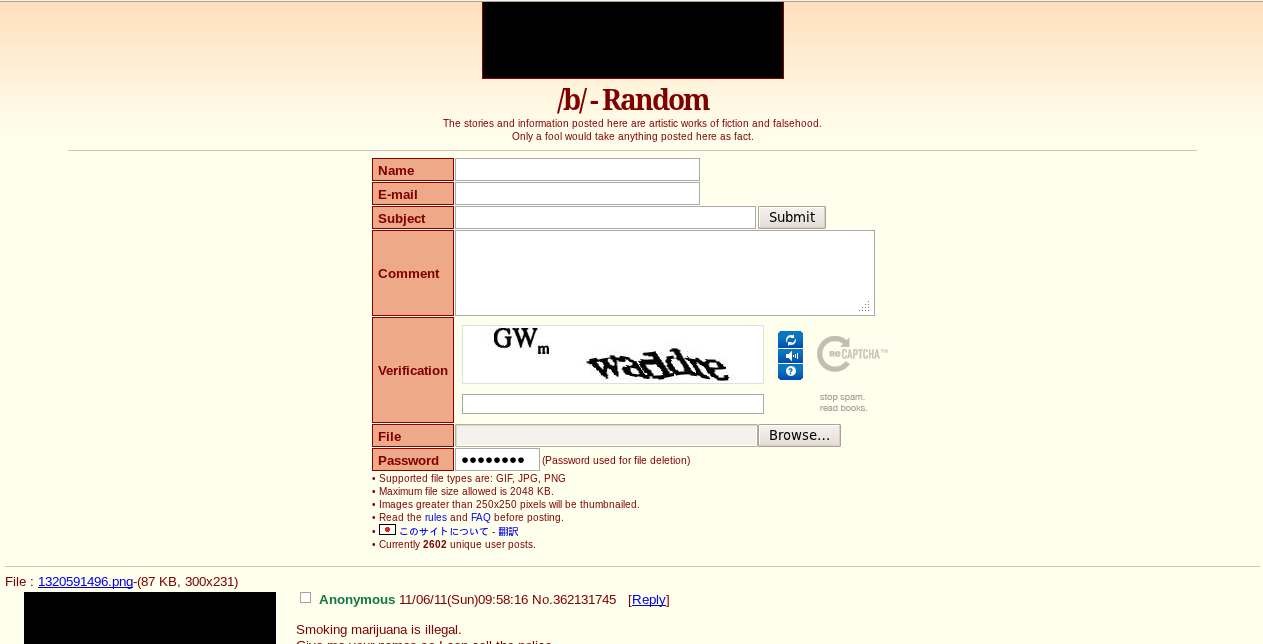
Знімок екрану з 4chan.org

Іміджборд (англ. Imageboard) — вид вебфоруму, з можливістю прикріплювати зображення, часто поряд із текстом та обговореннями. Перші іміджборди були створені в Японії як продовження концепції текстбордів. Пізніше ці сайти надихнули на створення низки англомовних іміджбордів, зокрема 4chan.

## Характеристика
Іміджборди, подібні до систем дошки оголошень, використовуються для обговорення різноманітних тем. Однак основний фокус на іміджбордах спрямований убік розміщення зображень на відміну від текстових повідомлень. Вони мають багато однакових структур, включаючи окремі форуми для окремих тем, а також подібну авдиторію. Дошки зображень набагато тимчасовіші за вмістом — на деяких дошках (особливо таких, що мають високу торгівлю), час видалення потоку може становити лише 10 хвилин. В Японії, де іміджборди зустрічаються частіше, теми будуть сильно відрізнятися, починаючи від поїздів закінчуючи новинами. Найпопулярніший англомовний іміджборд, 4chan, також має велику різноманітність тем.
Іміджборди також відрізняються від інтернет-галерей тим, що більшість розміщених робіт зроблені не плакатом, а беруться з інших інтернет-джерел: галереї, інші дошки зображень та відредаговані фотографії.

### Трипкоди

Діаграма типового процесу виведення трипкода.

Більшість іміджбордів та дошки обговорень у стилі 2-каналів дозволяють (і заохочують) анонімне розміщення та використовують систему трипкодів замість реєстрації. Трейд-код — це хешований результат пароля, який дозволяє розпізнавати особу, не зберігаючи жодних даних про користувачів. Введення певного пароля дозволить «підписати» власні повідомлення поштовим кодом, згенерованим із цього пароля. Спроба взяти трип-код іншого користувача та обчислити з нього його пароль (наприклад, робити публікації, які, здається, надходять від конкретної людини) є дещо обчислювальною. Однак для тих, хто хоче користувальницький трипкод, доступні спеціальні генератори трипкодів (які технічно є зломщиками трипкодів), такі як Механічний механізм трипкодів  and MTY_CL. Взагалі, анонімність вважається однією з переваг іміджбордів, і деякі дошки час від часу усувають можливість розміщувати публікації з іменем (відоме як «вимушена анонімність/анонімність»).

#### Надійні трипкоди
Через те, що трипкоди можна зламати, даючи достатньо часу, деякі графічні дошки, такі як 4chan та 8chan, реалізують «безпечний» трипкод. Такі трипкоди не відтворюються на різних іміджбордах; вони працюють шляхом додавання безпечної солі до трипкода, не допускаючи вторгнень, відомих лише власнику сервера. Тому вони функціонують ближче до імені користувача, ніж до криптографічного підпису; саме тому QAnon не зміг підтвердити себе на іншому вебсайті, коли 8chan пішов у кінці 2019 року.

## Програмне забезпечення
Широко використовуються два основних типи програмних пакетів іміджбордів: лінійно спрямовані іміджборди, змодельовані в безпосередній близькості до каналу Futaba (в яких вміст розміщується через ієрархічні підрозділи, що представляють актуальний інтерес, як правило, позначається косою рискою, наприклад, «/f» для жінок), та нелінійні графічні дошки, змодельовані за Danbooru (зазвичай вказується використання контрольованої фолксономічної лексики для тематичного позначення та пошуку).

### Рушії
Є наразі кілька Futaba на основі пакетів дощок програмного забезпечення широко використовується: Futallaby, Wakaba, Kusaba X.
Futallaby — це PHP-скрипт, заснований на скрипті Futaba. Хоча джерело Futallaby все ще є у вільному доступі на 1chan, воно більше не розробляється, і сторінка завантаження рекомендує використовувати Wakaba замість цього, зазначаючи, що «Wakaba може робити все, що робить Futallaby, і багато іншого». Futallaby починався як переклад Futaba, пізніше переобладнаний для підтримки XHTML та настроюваних стилів CSS. В основному це примітно тим, що він є першим сценарієм англійської графічної дошки з відкритим кодом.
Wakaba — це скрипт іміджборда Perl із серверною базою SQL для зберігання інформації про потоки. Він розроблений для того, щоб бути ефективнішим та чіткішим написанням, ніж інші доступні сценарії, зберігаючи при цьому однаковий тип функціональності. Wakaba — це один з найпопулярніших західних скриптів програмного забезпечення до іміджборду, використовується найбільше 420chan та iichan (Wakachan). Через свою орієнтацію на функціональність голої кістки, Wakaba не має багатьох сучасних зручностей, що надаються 4chan's Yotsuba, та новішими сценаріями іміджборду. Кілька користувачів намагалися це виправити, форкнувшки оригінальний проєкт та додавши функції, які вони вважають корисними. Два приклади FOSS — це форк Wakaba від frankusr та орієнтована на користувальницький досвід Glaukaba.
Taimaba є продовженням програми Wakaba від 420chan, переглянувши багато сучасних функцій та публічний API. Це гібридна платформа Perl та PHP, порівняно із статичним HTML-виходом Wakaba. Ця вилка залишається у користуванні і сьогодні.
Kusaba — це модульне програмне забезпечення для зображень, написане на PHP, яке використовувало MySQL .  Однак творець припинив проєкт і замість цього рекомендує TinyIB. 
Kusaba X — продовженням Kusaba. Як і Kusaba, Kusaba X написана на PHP і розроблена з урахуванням модульності. Для запуску потрібна база даних MySQL або SQLite . Кусаба та її похідні свого часу були одними з найпопулярніших рішень для іміджборду. Kusaba X відтоді вийшов з активного розвитку і не оновлювався з липня 2011 року.
Tinyboard — це скрипт іміджборду на основі PHP із серверною базою MySQL. Врешті-решт його було припинено та роздвоєно на vichan, який сам роздвоївся на infinity, а пізніше infinity роздвоївся на OpenIB. Tinyboard (та його форки), зокрема, мають розширюваність за допомогою JavaScript, а форки infinity та OpenIB включають створення плат, поданих користувачем.
Lynxchan — це іміджборд, заснований на JavaScript та Node.js. Для запуску потрібна база даних MongoDB.

### Дошки в стилі Danbooru
Зазвичай його називають «booru». На відміну від програмних пакетів забезпечення іміджбордів, натхненних Futaba, Danbooru та похідні спрямовані на неієрархічну семантичну структуру, в якій користувачі можуть розміщувати вміст та додавати теґи, анотації, переклади, коментарі виконавців та коментарі.
Існує низка різних іміджбордів у стилі Danbooru, як тих, що мають спільний вихідний код, так і тих, які не видані для використання іншими. Двома основними похідними Danbooru є Gelbooru та MyImouto.
| Назва | Програмне забезпечення                                        | Мова          | Ліцензія   | Примітки |
| ----- | ------------------------------------------------------------- | ------------- | ---------- | --- |
| Так   | Danbooru [Архівовано 14 січня 2021 у Wayback Machine.]        | Ruby on Rails | FreeBSD    | Використовує PostgreSQL. |
| Так   | Shimmie 2 [Архівовано 26 серпня 2011 у Wayback Machine.]      | PHP           | GPLv2      | Використовує MySQL за промовчанням (як частина LAMP), також може використовувати PostgreSQL.                                                                                         |
| Так   | naranai 1.3.x [Архівовано 24 грудня 2020 у Wayback Machine.]  | PHP           | GPLv3      | Використовує MySQL. Побудований для заміни Danbooru, оскільки автор вважав Ruby непридатним.                                                                                         |
| Так   | szurubooru [Архівовано 23 грудня 2020 у Wayback Machine.]     | Python        | GPLv3      | Використовує PostgreSQL. |
| Так   | Moebooru [Архівовано 24 грудня 2020 у Wayback Machine.]       | Ruby on Rails | MIT        | Використовує PostgreSQL. |
| Так   | MyImouto [Архівовано 31 серпня 2021 у Wayback Machine.]       | PHP           | MIT        | Використовує MySQL. PHP-порт Moebooru. Використовує спеціальний фреймворк, схожий на Ruby-on-Rails.                                                                                  |
| Так   | Sankakucomplex [Архівовано 24 січня 2021 у Wayback Machine.]  | PHP           | MIT        | Використовує PostgreSQL. |
| Так   | Sequenzia [Архівовано 31 серпня 2021 у Wayback Machine.]      | PHP           | MIT        | Використовує MySQL. Модифікований та перероблений порт MyImouto для Sequenzia Project. Деякий код спеціалізується на проєкті Sequenzia Project й AC Research.                        |
| Так   | Philomena [Архівовано 14 березня 2021 у Wayback Machine.]     | Elixir        | AGPLv3     | Використовує PostgreSQL, Elasticsearch й Phoenix Framework. Наступник booru-on-rails.                                                                                                |
| Так   | booru-on-rails [Архівовано 24 січня 2021 у Wayback Machine.]  | Ruby on Rails | AGPLv3     | Використовує PostgreSQL, який використовувався для MongoDB. Замінено Philomena [Архівовано 14 березня 2021 у Wayback Machine.] і станом на січень 2021 року більше не розробляється. |
| Так   | anibooru.com [Архівовано 7 грудня 2021 у Wayback Machine.]    | PHP           | AGPLv3     | Використовує MySQL. |
| Ні    | Gelbooru 0.2.x [Архівовано 30 квітня 2021 у Wayback Machine.] | PHP           | власницька | Використовує MySQL. Gelbooru 0.1.x є відкритим кодом, але 0.2.x в даний час немає.                                                                                                   |
| Ні    | Octabooru                                                     | PHP           | власницька | (тимчасово не працює через проблеми з хост-сервером) (посилання для завантаження видалено, оскільки це призводить до шахрайства з фішингом)                                          |
| Ні    | Metabooru                                                     | Python        | власницька | |

## Список іміджбордів

### 420chan
Англомовний іміджборд, заснований на культурі конопель створений 20 квітня 2005 року Обрі Коттлом. Назва є посиланням на більший 4chan та кодовий термін 420 субкультури конопель.

### 4chan
4chan — англомовний іміджборд, заснований на японському іміджборді Futaba Channel. Цей іміджборд заснований насамперед на розміщенні фотографій (як правило, пов’язаних із найрізноманітнішими темами, від аніме та популярної культури до політики й спорту) та їх обговоренні. The Guardian описує це як «одночасно блискучий, смішний і тривожний» сайт.
Сайт та його користувацька база привернули увагу ЗМІ з ряду причин, включаючи атаки на Хела Тернера в його інтернет-шоу, DDoS-атаки проти eBaum's World, беручи участь у проєкті «Чанологія», та численні випадки повідомлень про жорстоке поводження з тваринами.
Там зародилося багато інтернет-мемів, зокрема лолкетів, рікролінґу та педобіру.

### 8чан
8chan (або Infinitechan) був переважно англомовним іміджбордом, хоча він має підборди, присвячені іншим мовам. Так само, як 4chan, 8chan базується на анонімному розміщенні зображень та обговоренні, але на відміну від 4chan, 8chan дозволяє своїм користувачам вирішити, що вони хочуть обговорити, дозволяючи кожному користувачеві створити власну дошку, присвячену будь-якій темі — концепція, вперше популяризована на Reddit. 8chan також стверджує, що сильна прихильність свободі слова і дозволяє весь вміст так довго, як дискусійні і настільними перебуває створення згідно із законом Сполучених Штатів. Однак місцеві модератори дотримуються правил своїх дощок і можуть видаляти дописи, як вважають за потрібне. Наразі він є партнером японської текстової дошки 2channel .

### Канал Futaba
Futaba Channel (яп. ふたば☆ちゃんねる), або просто «Futaba» — це популярна, анонімна система BBS та іміджборду, що базується в Японії. На його дошках зазвичай не розрізняють NSFW та чистого вмісту, однак існує суворий бар'єр між двовимірними (намальованими) та тривимірними (комп'ютерна графіка (КГ) та фотографічними) зображеннями, що суворо застосовується та обговорюється.

### Diochan
Заснований наприкінці 2007 року після тривалого спілкування на IRC серед кількох італійських анонів із 4chan які хотіли зробити свою присутність більш організованою, Diochan — найбільший італійський іміджборд. Він продовжує діяти станом на серпень 2020 року.
Назва «Diochan» — портманто слів Dio (Бог) і chan, що означає гру слів на регіональному варіанті одного з найпопулярніших богохульних виразів італійською мовою.

### PTchan
PTchan — іміджборд португальською мовою, заснований у 2010 році, присвячений Португалії та португаломовним країнам, таким як Ангола й Мозамбік; він також містить міжнародний розділ і лише для бразильських користувачів.

### 28chan
28chan, заснований 19 серпня 2020 року, нараховує 15 дощок, основною мовою якого є англійська, а також /s/, іспанська дошка та /p/, португальська дошка.

### 55chan
55chan — найбільший бразильський іміджборд.

### Karachan
Karachan — найбільший польський іміджборд із 20 мільйонами публікацій, заснований у 2010 році. Karachan привернув увагу польських ЗМІ після багатьох тролінгових акцій, спрямованих на польських політиків, журналістів і Папу Римського Івана Павла ІІ. Станом на липень 2019 року сайт складається з (польськомовної) фальшивої сторінки, яка стверджує, що сайт «заблокований» через «недійсний вміст». Однак відомо, що існує посібник, який повідомляє, як зайти на справжній форум та переглянути його вміст. Його назва походить від польського слова karaczan, що означає тарган, комаха, яка використовується як логотип Karachan.

### Krautchan
Насамперед німецькомовний іміджборд, заснований у 2007 році. Назва є натяком на етнофаулізм Kraut для німців. На відміну від більшості іміджбордів, плакати на Krautchan не публікували свої публікації під загальною назвою «Anonymous». Натомість було використано німецьку назву «Bernd». У 2009 році, після стрілянини у школі Віннендена, міністр внутрішніх справ Баден-Вюртемберга на прес-конференції процитував пост на іміджборді, який, як видається, попереджав про стрілянину, але згодом було визнано, що він є фальшивим. На сайті також розміщувалася популярна англомовна дошка /int/, яка також була джерелом інтернет-явища Polandball та низки інших популярних мемів, таких як Вояк у серпні того ж року. 21 березня 2018 року іміджборд було закрито. Через два дні іміджборд kohlchan був заснований на заміну.

### 2ch
Двач — російський іміджборд, який замінив іміджборд 2ch.ru (спочатку відомий як двач), який був закритий раніше 17 січня 2009 року; він ретельно скопіював оригінальний макет і був широко рекламований в інтернеті, і йому вдалося досягти популярності оригінального. За словами його власників, кількість постів, залишених в /b/ board, перевищила 150 мільйонів. У вересні 2016 року проросійська урядова організація Mail.ru Group допомогла організувати «захист» від передбачуваних DDOS-атак, що мали місце в тому ж місяці; події викликали занепокоєння та припущення серед користувачів, які викликали підозру щодо передбачуваного поглинання, здійсненого mail.ru, і які розкритикували суперечливе рішення власника прийняти «допомогу»… Станом на жовтень 2018 року широко поширена думка, що іміджборд просто «продавали» на нерозкритих умовах провладній організації. Рішення було зустрінене з високою критикою ризиків розголошення повноважень користувачів у власній анонімній спільноті перед державним органом, що потенційно може порушити принципи анонімності, закликаючи багатьох залишити правління до кінця 2016 року. До 2019 року він залишається одним з найбільших активних російськомовних іміджбордів.

### Wizardchan
Wizardchan — це іміджборд, в основному присвячений культурі незайманих чоловіків та таким темам, як аніме, хобі та депресія. Користувачі комісії з питань депресії часто обговорюють питання самогубств чи самопошкодження, і в спільноті комітету виникла суперечка щодо того, чи слід направляти користувачів на гарячі лінії запобігання самогубствам.

### Ylilauta
Ylilauta — іміджборд фінською мовою, який був заснований у 2011 році об'єднанням двох найпопулярніших фінських іміджбордів, Kotilauta та Lauta.net. 

### Soyjak.party
Soyjak.Party — англомовний іміджборд, заснований на англомовному іміджборді 4chan. Цей іміджборд заснований насамперед на розміщенні та створенні мемів з сойджаками (як правило, пов’язаних із найрізноманітнішими темами, від аніме та популярної культури до політики й історії) та їх обговоренні. Іміджборд заснований 20 вересня 2020 року Soot`ом. 

## Список українських іміджбордів

### Учан[61]
Учан — один із найперших українських іміджбордів, що відновив роботу на період з квітня 2020 по середину 2022-го року, раніше діяв з 2009 до 2016 року.

### Кропивач[62]
Кропивач — найактивніший український іміджборд, відкритий 21 січня 2016 року.

### Нічан[63]
Нічан — станом на 1 січня 2022 року другий за активністю український іміджборд, який працював з 17 серпня 2010 року по 30 листопада 2013 року, знову відкритий 2 квітня 2020 року.

### Файнач[64]
Файнач — Український іміджборд відкритий у вересні 2016 року.

### Хатач
Хатач — український іміджборд відкритий 15 травня 2012 та закритий 10 березня 2014 року